# 妮基 (印尼歌手)
妮科尔·泽法尼亚（英語：Nicole Zefanya，1999年1月24日—），艺名NIKI(全大寫)，印度尼西亚女歌手、词曲作家和唱片制作人。
她目前居住在美國，並與唱片公司88rising簽約。她於2020年發行了首張完整錄音室專輯《Moonchild》。她的首場領銜巡迴演唱會“Nicole World Tour”（2022-2023年）訪問了北美、亞洲、澳大利亞和歐洲的40多個城市。
Niki的歌曲創作和音樂獲得了全球的認可，是印尼最受歡迎的女藝人之一。2020年，Niki入選《富比士》「 30位30歲以下亞洲菁英榜」。

## 早期生活
妮科尔·泽法尼亚生於1999年1月24日，在印尼雅加达长大。因为她母亲的缘故，妮基从小听着1990年代的R&B音乐（如天命真女和艾莉娅的歌曲）长大。她曾于印度尼西亚的佩利塔·哈拉潘学校（Pelita Harapan School）就读。妮基还在上学的时候便凭借她在YouTube上的翻唱歌曲和的原创歌曲而广受欢迎，在YouTube上收获了40,000多名订阅者。后来她删除了之前的所有影片，但仍可以在網路上找到一些旧歌。 
妮基分别于2016年和2017年独立发行了歌曲“Polaroid Boy”和“Anaheim”。
妮基通过她的音乐试图增强亚洲人和亚裔美国人的势力。在Head in The Clouds音乐节期间，妮基花了一點时间向聚集在洛杉矶州立历史公园的10000多人致辞。“我只是想说，作为一名亚洲女性，我不认为现今与现阶段是理所当然的。我今天最希望的是你们能感到自己被倾听，被理解，但最重要的是能被代表。” （I just want to say, as an Asian female, I do not take this day and this stage for granted. My hope is that above everything else today, that you feel heard, you feel understood, but most of all that you feel represented.），她说。妮基致力于增强在美国音乐界代表性不足的年轻亚洲艺人的力量

## 職業生涯
2017年，Niki從雅加達搬到美國田納西州納許維爾，在利普斯科姆大學攻讀音樂。在此期間，她以Niki 的名義，透過美國唱片公司88rising發行了首支單曲。
2018年7月20日，Niki參與88rising的合作專輯《Head in the Clouds》，並貢獻了五首歌曲。
2019年4月24日，她發行單曲〈Lowkey〉，作為第二張 EP《Wanna Take This Downtown？》的前導曲。同年10月，Niki參與88rising的《Head in the Clouds II》，並隨後推出現場原聲 EP《Niki Acoustic Sessions: Head in the Clouds II》作為專輯支援作品。
2020年4月2日，Niki 發布單曲〈Switchblade〉，並宣布即將推出首張完整專輯《Moonchild》。之後，她陸續推出單曲〈Selene〉與〈Lose〉。《Moonchild》於2020年9月10日正式發行。同年12月15日，Niki 發布假期單曲〈Hallway Weather〉。
2021年8月10日，Niki 推出單曲〈Every Summertime〉，作為電影《尚氣與十環傳奇》官方原聲帶的主打曲。她共為該電影配樂貢獻四首歌曲，原聲帶於2021年9月3日發行。

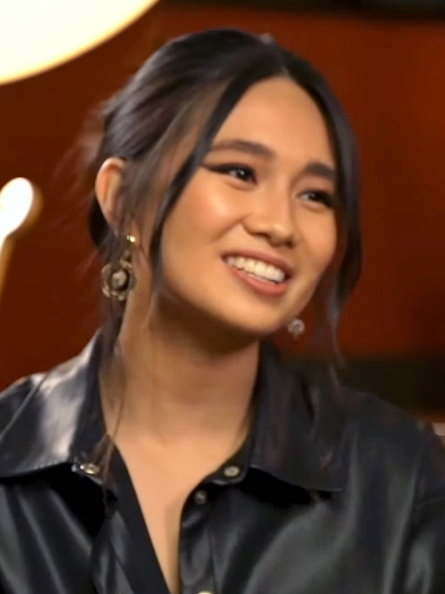
Niki in 2022

2022年4月，Niki與同門藝人Rich Brian一同登上科切拉音樂藝術節，成為首位在該音樂節演出的印尼音樂家。
2022年6月3日，她發布第二張專輯《Nicole》的首支單曲〈Before〉。隨後，她宣布將舉行「妮可巡迴演唱會」，這是她首次展開北美巡演。專輯的後續單曲包括 2022年7月8日發行的〈Oceans and Engines〉以及8月5日發行的〈High School in Jakarta〉。最終，專輯《Nicole》於2022年8月12日正式推出。
《浮華世界》雜誌撰稿人黛莉亞·蔡（Delia Cai）形容《Nicole》為「一張捕捉分手情感的時間膠囊，探索或許是最具毀滅性的心碎形式」。美國國家公共電台 (NPR) 也在《All Songs Considered》Podcast節目中討論了這張專輯，並表示「Niki擅長精準捕捉情感的核心」。

此外，一部名為《 But I'm Letting Go》的短片於2022年8月18日透過 Amazon Prime Video 上線，由Isaac Ravishankara執導，Niki與彼得·阿德里安·蘇達索（Peter Adrian Sudarso）主演。2022年10月，她進一步宣布「妮可巡迴演唱會」將拓展至亞洲。

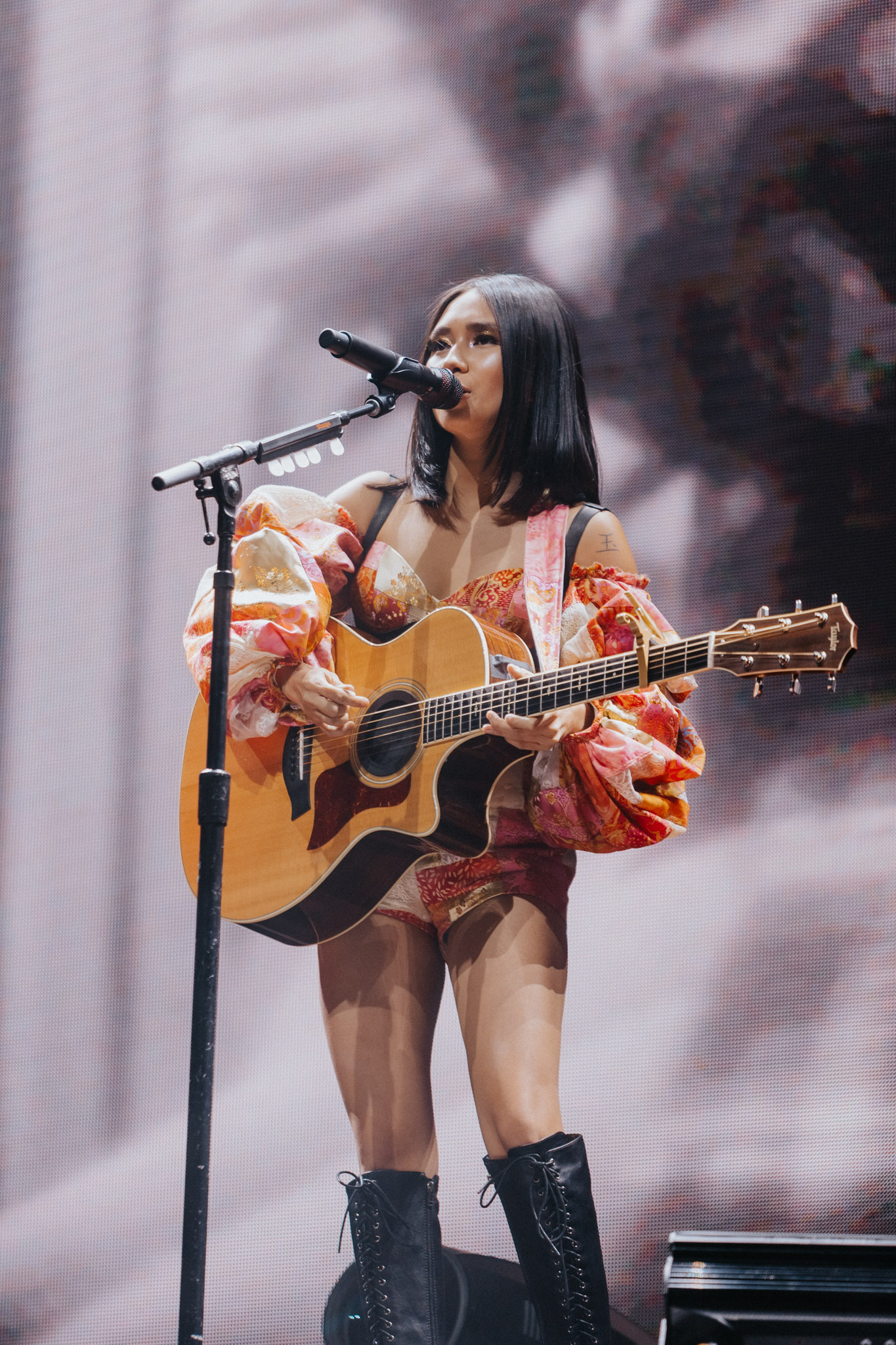
Niki performing at Head in the Clouds New York, 2023

2023年4月，Niki登上新加坡版《Vogue》「流行」特輯封面。
2023年5月，她發布首張現場專輯《Niki: Live at The Wiltern》。同時，她宣布擴大「妮可巡迴演唱會」的演出範圍，新增 Lollapalooza 音樂節、Outside Lands 音樂節、2023 年 F1 新加坡大獎賽的演出，以及北美、東南亞、歐洲與澳洲的多場頭條演出。5月31日，Niki首次登上NPR的Tiny Desk Concerts，演唱了〈Every Summertime〉以及《Nicole》專輯中的三首歌曲。NPR 作家兼編輯 Stephen Thompson 形容這場演出「令人沉醉、充滿律動感，並帶來希望」。
2024年1月12日，Niki 發布單曲〈24〉，這首歌承載了她對二十出頭青春歲月的回顧，以及在25歲前學到的種種人生課題。
2024年5月3日，她發行第三張專輯《Buzz》的主打單曲〈Too Much of a Good Thing〉。隨後，她宣布展開「Buzz 世界巡迴演唱會」（2024-2025）。之後陸續推出的單曲包括6月21日發行的〈Blue Moon〉以及7月26日發行的〈Tsunami〉。《Buzz》於2024年8月9日正式發售。

## 音樂作品集

### 專輯
Niki discography
- Moonchild(2020年)
- Nicole(2022年)
- Buzz（英语：Buzz (Niki album)）(2024年)

### EP专辑
| 名称                          | 专辑信息                                                                              |
| ----------------------------- | ------------------------------------------------------------------------------------- |
| 《Zephyr》                    | - 发行: 2018年5月23日 - 厂牌: 88rising, 12Tone Music, 帝國唱片發行商 - 形式: 數位下载 |
| 《wanna take this downtown?》 | - 发行: 2019年5月17日 - 厂牌: 88rising, 12Tone Music - 形式: 數位下载                 |

### 单曲

#### 作为主唱艺人
| 年份 | 名稱                      | 專輯                          |
| ---- | ------------------------- | ----------------------------- |
| 2014 | "Awali Hari Dengan Cinta" | 非专辑内单曲                  |
| 2016 | "Polaroid Boy"            | 非专辑内单曲                  |
| 2017 | "Anaheim"                 | 非专辑内单曲                  |
| 2017 | "See U Never"             | 非专辑内单曲                  |
| 2017 | "I Like U"                | 非专辑内单曲                  |
| 2017 | "Chilly"                  | 非专辑内单曲                  |
| 2018 | "Vintage"                 | 《Zephyr》                    |
| 2018 | "Spell"                   | 《Zephyr》                    |
| 2018 | "Dancing with the Devil"  | 《Zephyr》                    |
| 2018 | "Warpaint"                | 《Head in the Clouds》        |
| 2019 | "lowkey"                  | 《wanna take this downtown?》 |
| 2019 | "Indigo"                  | 《Head in the Clouds II》     |
| 2019 | "La La Lost You"          | 《Head in the Clouds II》     |
| 2021 | "Every Summertime"        |                               |

#### 作为客串艺人
| 年份 | 名稱                                               | 專輯     |
| ---- | -------------------------------------------------- | -------- |
| 2018 | 单曲"Little Prince" (Rich Brian作品，NIKI客串献唱) | 《Amen》 |

## 巡迴演唱會

### 個人演唱會
- Nicole World Tour（英语：Nicole World Tour） (2022–2023年)
- Buzz World Tour（英语：Buzz World Tour） (2024–2025年)

### 開幕嘉賓
- 泰勒·斯威夫特 – The Red Tour (雅加达站) (2014年)[34]
- 布萊恩·伊曼紐 – Australia & New Zealand Tour (2018年)[35]
- 海尔希 – Hopeless Fountain Kingdom Tour (亚洲站) (2018年)[36]